# 정의가 살아있다면
정의가 살아있다면(And Justice for all)은 최지룡의 초기작 만화이다. 예수 그리스도가 나타나 궤변을 늘어놓는 사상가와 범죄자, 위선자들을 처단하고 정의를 실천한다는 내용이다.

## 줄거리
주인공은 핵미사일을 만드는 곳에서 일을 하고 있다. 그러나 기한을 다 체우지 못하자, 상부에서는 그를 축출한다. 갈 곳 없는 그는 이곳저곳을 돌아다닌다. 마침 공원에서 할 짓없이 있는 도중에, 한 노인을 만난다. 그 노인은 니체의 사상을 말한다. 주인공은 그 노인을 계속 따라다니며 그 말을 듣는다. 갑작스럽게 예수 그리스도가 나타나자, 그 노인은 예수에게 폭사한다. 예수는 "너같은 사상가는 필요없다"는 이유를 대며 한다. 이후 예수에게 감화된 주인공은 전 인류 살해를 위한 핵무기를 만드는 일에 매진한다. 그는 예수가 하는 말에 따르면서 각종 무기도 만든다. 얼마 안 있어 전 인류 살해의 시간이 다가왔다. 주인공은 예수가 말하는 시간에 정신조종 장치를 조작한다. 사람들은 백치가 되어 자살한다. 주인공은 99%의 인류가 죽었다는 말에 기뻐한다. 예수는 아직까지 일이 남았다고 하며 남아 있는 인류를 죽이자고 한다. 주인공은 자이로 콥터를 타고 다니며 남아있는 사람도 죽인다. 주인공도 마지막 인류가 죽은 뒤에 스스로 자살한다.
뒤로 지구는 이상한 생명체가 사는 곳으로 변했다. 이전에 사자는 작은 토끼같은 형태가 되어서 왠 곤충에게 쫓기고 있다. 마지막으로, 그 곤충은 주인공의 안경을 밟으면서 이 만화는 끝이 난다.

## 등장인물
- 주인공 : 핵 과학자.
- 예수 그리스도
- 노인